# Кубок ярмарків 1962—1963
П'ятий Кубок ярмарків між містами відбувся між 1962 і 1963 роками й був виграний іспанською «Валенсією» (вдруге поспіль). В черговий раз ряд країн послали представницьку команду одного з головних своїх міст.

## 1/16 фіналу
Матчі проходили від 12 вересня до 13 листопада 1962 року.
| Команда 1          | Заг. | Команда 2            | 1-й матч | 2-й матч |
| ------------------ | ---- | -------------------- | -------- | -------- |
| «Валенсія»         | 6:4  | «Селтік»             | 4:2      | 2:2      |
| «Евертон»          | 1:2  | «Данфермлін Атлетік» | 1:0      | 0:2      |
| «Утрехт XI»        | 5:3  | «Тасманія 1900»      | 3:2      | 2:1      |
| «Гіберніан»        | 7:2  | «Копенгаген XI»      | 4:0      | 3:2      |
| «Рапід»            | 1:2  | «Црвена Звезда»      | 1:1      | 0:1      |
| «Белененсеш»       | 2:2  | «Барселона»          | 1:1      | 1:1      |
| «Гленторан»        | 2:8  | «Реал Сарагоса»      | 0:2      | 2:6      |
| «Алтай»            | 3:13 | «Рома»               | 2:3      | 1:10     |
| «Вікторія» (Кельн) | 5:7  | «Ференцварош»        | 4:3      | 1:4      |
| «Сампдорія»        | 3:0  | «Аріс»               | 1:0      | 2:0      |
| «Воєводина»        | 1:2  | «Лейпциг XI»         | 1:0      | 0:2      |
| «Петролул»         | 5:0  | «Спартак КПС Брно»   | 4:0      | 1:0      |
| «Базель XI»        | 0:3  | «Баварія»            | 0:3      | 0:3      |
| «Драмкондра»       | 6:5  | «Оденсе XI»          | 4:1      | 2:4      |
| «Марсель»          | 3:4  | «Юніон Сент-Жилуаз»  | 1:0      | 2:4      |
| «Порту»            | 1:2  | «Динамо» (Загреб)    | 1:2      | 0:0      |

1. ↑  «Базель» не брав участі в матчі-відповіді. У результаті було зараховано технічну поразку 3:0 на користь «Баварії».

Плей-оф
| Команда 1   | Рахунок | Команда 2    |
| ----------- | ------- | ------------ |
| «Барселона» | 3:2     | «Белененсеш» |

## 1/8 фіналу
Матчі проходили від 7 листопада 1962 року до 13 лютого 1963 року.
| Команда 1         | Заг. | Команда 2            | 1-й матч | 2-й матч |
| ----------------- | ---- | -------------------- | -------- | -------- |
| «Валенсія»        | 6:6  | «Данфермлін Атлетік» | 4:0      | 2:6      |
| «Утрехт XI»       | 1:3  | «Гіберніан»          | 0:1      | 1:2      |
| «Црвена Звезда»   | 3:3  | «Барселона»          | 3:2      | 0:1      |
| «Реал Сарагоса»   | 4:5  | «Рома»               | 2:4      | 2:1      |
| «Сампдорія»       | 1:6  | «Ференцварош»        | 1:0      | 0:6      |
| «Петролул»        | 1:1  | «Лейпциг XI»         | 1:0      | 0:1      |
| «Баварія»         | 6:1  | «Драмкондра»         | 6:0      | 0:1      |
| «Динамо» (Загреб) | 2:2  | «Юніон Сент-Жилуаз»  | 2:1      | 0:1      |

Плей-оф
| Команда 1         | Рахунок | Команда 2            |
| ----------------- | ------- | -------------------- |
| «Валенсія»        | 1:0     | «Данфермлін Атлетік» |
| «Црвена Звезда»   | 1:0     | «Барселона»          |
| «Петролул»        | 1:0     | «Лейпциг XI»         |
| «Динамо» (Загреб) | 3:2     | «Юніон Сент-Жилуаз»  |

## 1/4 фіналу
Матчі проходили від 6 березня до 3 квітня 1963 року.
| Команда 1     | Заг. | Команда 2         | 1-й матч | 2-й матч |
| ------------- | ---- | ----------------- | -------- | -------- |
| «Валенсія»    | 6:2  | «Гіберніан»       | 5:0      | 1:2      |
| «Рома»        | 3:2  | «Црвена Звезда»   | 3:0      | 0:2      |
| «Ференцварош» | 2:1  | «Петролул»        | 2:0      | 0:1      |
| «Баварія»     | 1:4  | «Динамо» (Загреб) | 1:4      | 0:0      |

## 1/2 фіналу
Матчі проходили від 24 квітня до 5 червня 1963 року.
| Команда 1     | Заг. | Команда 2         | 1-й матч | 2-й матч |
| ------------- | ---- | ----------------- | -------- | -------- |
| «Валенсія»    | 3:1  | «Рома»            | 3:0      | 0:1      |
| «Ференцварош» | 1:3  | «Динамо» (Загреб) | 0:1      | 1:2      |

## Фінал

### Перший матч
| 12 червня 1963 |

| «Динамо» (Загреб) | 1:2      | «Валенсія»            |
| ----------------- | -------- | --------------------- |
| Замбата 13'       | Протокол | Валду 64' Уртіага 67' |

| Максимир, Загреб Глядачів: 40 000 Арбітр: Джузеппе Адамі |

### Другий матч
| 26 червня 1963 |

| «Валенсія»            | 2:0      | «Динамо» (Загреб) |
| --------------------- | -------- | ----------------- |
| Маньйо 68' Нуньєс 78' | Протокол |                   |

| Месталья, Валенсія Глядачів: 55 000 Арбітр: Кевін Гоулі |